# Dave Cowens
David William Cowens, detto Dave (Newport, 25 ottobre 1948), è un ex cestista e allenatore di pallacanestro statunitense, professionista nella NBA.

## Carriera
A livello universitario, Dave Cowens giocò per la Florida State University dal 1966 al 1970. Nei rimbalzi, detiene il record assoluto della Florida State con 1.340 rimbalzi in 78 partite (17,2 a incontro), il record della media stagionale (17,5 nella stagione 1968-69), e la seconda prestazione assoluta in una singola partita (31 rimbalzi contro Louisiana State University). Con 1.479 punti in 78 partite (19 a incontro) è tra i primi 10 realizzatori di tutti i tempi di Florida State.
Nel draft NBA 1970 fu selezionato dai Boston Celtics come quarta scelta assoluta. Nella sua prima stagione da professionista realizzò una media di 17 punti e 15 rimbalzi a partita, e fu il primo nella classifica dei falli personali. Assieme a Geoff Petrie dei Portland Trail Blazers ricevette il NBA Rookie of the Year Award.
Centro di forte temperamento, tecnica discreta, grande grinta, nei Boston Celtics sostituì nel ruolo il grande Bill Russell. Il suo numero di casacca, il 18, è stato ritirato dai Celtics.
Nel corso delle sue undici stagioni nella NBA, giocò nei Boston Celtics, con cui vinse due titoli NBA, e nei Milwaukee Bucks. Fece parte per molti anni della miglior squadra NBA o della seconda. Giocò per sette volte l'NBA All-Star Game, venendo eletto MVP dell'All-Star Game nel 1973; quell'anno vinse anche il NBA Most Valuable Player Award al termine della regular season. Si ritirò definitivamente nel 1983, con medie di 17,6 punti, 13,6 rimbalzi, 3,8 assist a partita in un totale di 766 partite.
Nel 1990 venne inserito nella Basketball Hall of Fame. Nel 1996 fu inserito nella lista dei 50 migliori giocatori del cinquantenario della NBA.
Dopo il ritiro dall'agonismo Cowens diventò allenatore. Aveva già avuto una breve esperienza di giocatore-allenatore nei Boston Celtics nella stagione 1978-79. Nella NBA fu assistente allenatore per i San Antonio Spurs dal 1994 al 1996, quando diventò capo allenatore dei Charlotte Hornets. Lasciati gli Hornets, nella stagione 2000-2001 fu capo allenatore dei Golden State Warriors.
Nel 2005 divenne allenatore delle Chicago Sky, neonata formazione della WNBA, la lega professionistica femminile. Lasciò l'incarico dopo la stagione 2006, per tornare nella NBA come assistente allenatore dei Detroit Pistons.

## Statistiche
| † | Denota una stagione in cui ha vinto il titolo NBA |
| * | Primo nella lega                                  |

### NBA

#### Regular Season
| Anno       | Squadra         | PG  | PT | MP   | TC%  | 3P% | TL%  | RP   | AP  | PRP | SP  | PP   |
| ---------- | --------------- | --- | -- | ---- | ---- | --- | ---- | ---- | --- | --- | --- | ---- |
| 1970-1971  | Boston Celtics  | 81  | -  | 38,0 | 42,2 | -   | 73,2 | 15,0 | 2,8 | -   | -   | 17,0 |
| 1971-1972  | Boston Celtics  | 79  | -  | 40,3 | 48,4 | -   | 72,0 | 15,2 | 3,1 | -   | -   | 18,8 |
| 1972-1973  | Boston Celtics  | 82* | -  | 41,8 | 45,2 | -   | 77,9 | 16,2 | 4,1 | -   | -   | 20,5 |
| 1973-1974† | Boston Celtics  | 80  | -  | 41,9 | 43,7 | -   | 83,2 | 15,7 | 4,4 | 1,2 | 1,3 | 19,0 |
| 1974-1975  | Boston Celtics  | 65  | -  | 40,5 | 47,5 | -   | 78,3 | 14,7 | 4,6 | 1,3 | 1,1 | 20,4 |
| 1975-1976† | Boston Celtics  | 78  | -  | 39,8 | 46,8 | -   | 75,6 | 16,0 | 4,2 | 1,2 | 0,9 | 19,0 |
| 1976-1977  | Boston Celtics  | 50  | -  | 37,8 | 43,4 | -   | 81,8 | 13,9 | 5,0 | 0,9 | 1,0 | 16,4 |
| 1977-1978  | Boston Celtics  | 77  | -  | 41,8 | 49,0 | -   | 84,2 | 14,0 | 4,6 | 1,3 | 0,9 | 18,6 |
| 1978-1979  | Boston Celtics  | 68  | -  | 37,0 | 48,3 | -   | 80,7 | 9,6  | 3,6 | 1,1 | 0,8 | 16,6 |
| 1979-1980  | Boston Celtics  | 66  | 55 | 32,7 | 45,3 | 8,3 | 77,9 | 8,1  | 3,1 | 1,0 | 0,9 | 14,2 |
| 1982-1983  | Milwaukee Bucks | 40  | 34 | 25,4 | 44,4 | 0,0 | 82,5 | 6,9  | 2,1 | 0,8 | 0,4 | 8,1  |
| Carriera   | Carriera        | 766 | 89 | 38,6 | 46,0 | 8,3 | 78,3 | 13,6 | 3,8 | 1,1 | 0,9 | 17,6 |

#### Playoffs
| Anno     | Squadra        | PG  | PT | MP   | TC%  | 3P% | TL%  | RP    | AP  | PRP | SP  | PP   |
| -------- | -------------- | --- | -- | ---- | ---- | --- | ---- | ----- | --- | --- | --- | ---- |
| 1972     | Boston Celtics | 11  | -  | 40,1 | 45,5 | -   | 59,6 | 13,8  | 3,0 | -   | -   | 15,5 |
| 1973     | Boston Celtics | 13  | -  | 46,0 | 47,3 | -   | 65,9 | 16,6  | 3,7 | -   | -   | 21,9 |
| 1974†    | Boston Celtics | 18* | -  | 42,9 | 43,5 | -   | 79,7 | 13,3  | 3,7 | 1,2 | 0,9 | 20,5 |
| 1975     | Boston Celtics | 11  | -  | 43,5 | 42,8 | -   | 88,5 | 16,5* | 4,2 | 1,6 | 0,5 | 20,5 |
| 1976†    | Boston Celtics | 18  | -  | 44,3 | 45,7 | -   | 75,9 | 16,4* | 4,6 | 1,2 | 0,7 | 21,0 |
| 1977     | Boston Celtics | 9   | -  | 42,1 | 44,6 | -   | 77,3 | 14,9  | 4,0 | 0,9 | 1,4 | 16,6 |
| 1980     | Boston Celtics | 9   | -  | 33,4 | 47,6 | 0,0 | 90,9 | 7,3   | 2,3 | 1,0 | 0,8 | 12,0 |
| Carriera | Carriera       | 89  | -  | 42,3 | 45,1 | 0,0 | 74,4 | 14,4  | 3,7 | 1,2 | 0,9 | 18,9 |

## Palmarès

### Giocatore
- Campionato NBA: 2

Boston Celtics: 1974, 1976
- NBA Rookie of the Year (1971)
- NBA All-Rookie First Team (1971)
- NBA MVP (1973)
- 3 volte All-NBA Second Team (1973, 1975, 1976)
- NBA All-Defensive First Team (1976)
- 2 volte NBA All-Defensive Second Team (1975, 1980)
- 7 volte NBA All-Star (1972, 1973, 1974, 1975, 1976, 1977, 1978)
- NBA All-Star Game MVP (1973)
- Detentore del record di rimbalzi difensivi in una singola partita di Playoff NBA (20 rimbalzi) (record condiviso con Bill Walton, Tim Duncan, Kevin Garnett e Giannīs Antetokounmpo)
- Trentottesimo miglior rimbalzista di sempre NBA
- Ottavo migliore giocatore di sempre per rimbalzi a partita NBA in regular season (13,63 rimbalzi a partita)
- Sesto migliore rimbalzista di sempre per rimbalzi a partita NBA nei Playoff (14,4 rimbalzi a partita)

#### Hall of Fame
- Membro del Naismith Memorial Basketball Hall of Fame dal 1990
- Incluso tra i 50 migliori giocatori del cinquantenario della NBA
- Inserito nel NBA 75th Anniversary Team